# Seguici popular
El seguici popular és l'element definidor de l'apartat patrimonial de les celebracions populars i tradicionals del cicle del Corpus Christi i de les Festes Majors als Països Catalans.
El Seguici Popular és integrat pel conjunt de danses, imatgeria festiva, personatges bíblics, figures hagiogràfiques, roques, entremesos, representacions al·legòriques, balls parlats i músics populars, que protagonitzen alguns dels actes més patrimonials d'aquestes festes. Els elements que actualment l'integren varien segons la població. Esmentem, però, com a molt comuns el ball de diables, els gegants, els nans, el drac, el ball de bastons, el Ball d'en Serrallonga, el bou, la víbria, el basilisc, l'àliga, la mulassa o mula guita, la cucafera, el lleó, les trampes, l'entremès dels cavallets, els tornejants, el Ball de Sant Ferriol, el Ball de Gitanes, el Ball de Pastorets, el Ball de Cercolets, el Ball dels Valencians, el Ball dels cossiers, el Ball de Panderos, el Ball de Panderetes, el Ball de Figuetaires, el Ball del Patatuf, el Ball Pla, el Ball de Dames i Vells, el Ball de Malcasats, els Set Pecats Capitals, la Moixiganga o Muixeranga, els grallers i timbalers, els flabiolaires, les mitges cobles o cobles de tres quartans, els ministrers i les bandes de música.

## Història
Va iniciar la seva configuració en la baixa edat mitjana i ha pervingut fins a l'actualitat, amb especial incidència en el model festiu del Camp de Tarragona i de l'antic Penedès –Festa Major de Sant Bartomeu a Sitges, Festa Major de la Mare de Déu de les Neus a Vilanova i la Geltrú, Festa Major de Santa Anna al Vendrell, Festes de Santa Tecla a Tarragona, Festes Decennals de la Mare de Déu de la Candela de Valls, Festa Major de Reus i Festa Major de Sant Fèlix a Vilafranca del Penedès–, però també en altres celebracions molt patrimonialitzades, com la Patum de Berga, les festes del Corpus i de la Mare de Déu del Claustre de Solsona, les Festes del Tura a Olot, el Corpus a la ciutat de València i les Festes de la Mare de Déu de la Salut d'Algemesí.

## Seguicis visitables tot l'any
Des de l'edat mitjana es coneixen equipaments destinats a la conservació dels elements patrimonials del seguici popular. En aquest sentit, l'equipament més històric dels Països Catalans es troba a la ciutat de València i és conegut des del segle xv com la Casa de les Roques, ubicada prop del portal de Serrans. En l'actualitat, a Catalunya existeixen dos equipaments d'aquestes característiques oberts al públic durant tot l'any: el Casal de la Festa Major a Vilafranca del Penedès, i la Casa de la Festa de Tarragona. El primer conserva els elements de la Festa Major de Sant Fèlix i el segon els de les Festes de Santa Tecla de Tarragona.